# Akhiok Airport

i7
i11
i13
Der Akhiok Airport (IATA-Code: AKK, ICAO-Code: PAKH) ist ein staatlicher Flughafen, welcher sich 2 Kilometer südwestlich des Städtchens Akhiok in Alaska befindet. Der Flughafen war im National Plan of Integrated Airport Systems für das Jahr 2011–2015 enthalten, welcher ihn als general aviation facility einstufte (die Kategorie für kommerziellen Flugbetrieb benötigt mindestens 2500 Boardings pro Jahr). Der flugplanmäßige Passagierservice wurde bis März 2010 durch das Verkehrsministerium der Vereinigten Staaten mittels des Essential-Air-Service-Programms subventioniert. Danach wurde von Servant Air ein subventionsloses Angebot durchgeführt.

## Infrastruktur
Der Flughafen befindet sich auf 13 Metern über Meer. Er hat eine Piste aus Kies mit der Bezeichnung 04/22, welche 951 Meter lang und 15 Meter breit ist.